# Krassó-Szörény megye
Krassó-Szörény megye (románul: Județul Caraș-Severin) Románia délnyugati részén helyezkedik el, a Bánság régióban. Székhelye Resicabánya (84 678 lakos). Szomszédos megyék: keleten Hunyad és Gorj megye, északon Temes megye, nyugaton Szerbia és a Vajdaság, délkeleten Mehedinți megye. A megye a Duna-Körös-Maros-Tisza Eurorégió része.

## Földrajz

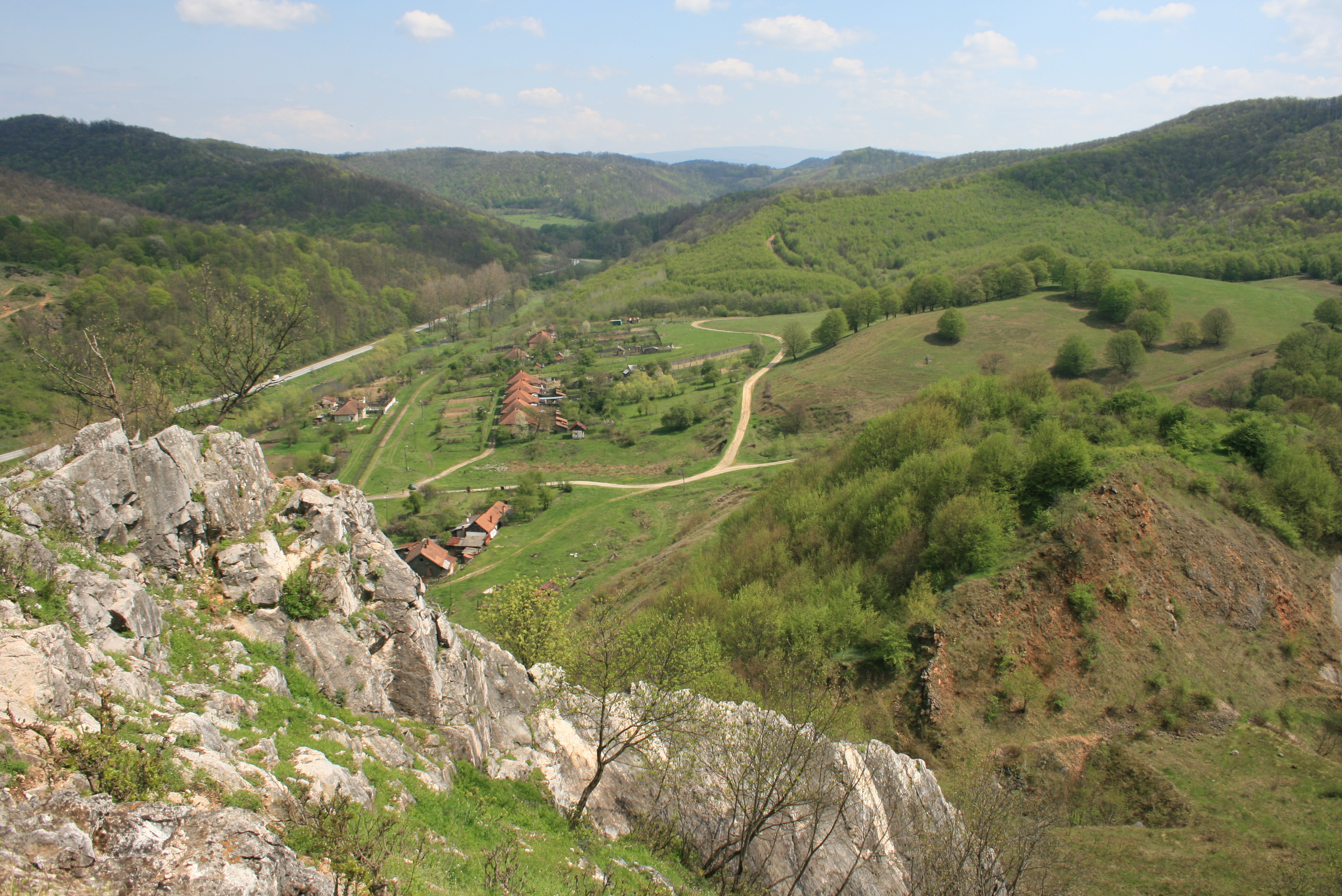
Kolcán (Boksánbánya része)

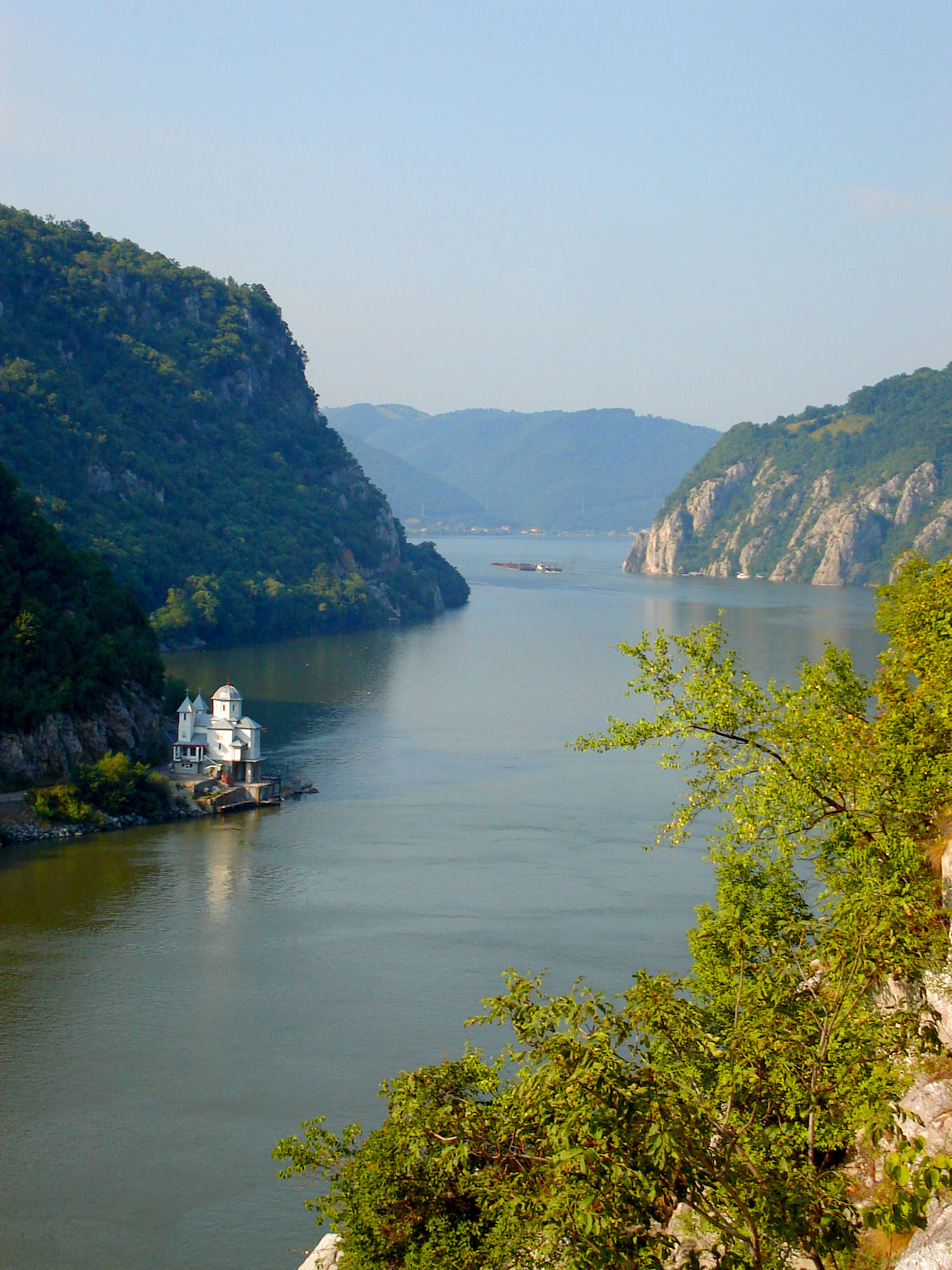
A Vaskapu

A megye területe 8 514 km², a harmadik legnagyobb Romániában, Temes megye és Suceava megye után. A hegységek a terület 67%-át teszik ki: Bánsági-hegyvidék (Krassó-Szörényi-érchegység, Lokva-hegység, Almás-hegység, Szárkő-hegység, Godján-hegység), Ruszka-havas, Csernai-havasok. Ezek a Nyugati-Kárpátokhoz, illetve a Déli-Kárpátokhoz tartoznak, magasságuk 600 és 2100 m közötti. A nyugati rész átmeneti dombság a hegyek és az alföld között. A Duna Krassó-Szörény megyében, Báziásnál lép be Romániába és a Szerbia-Románia határvonalat képezi. További folyók a megyében: Temes, Cserna, Karas, Néra. A Néra folyónak több kilométer hosszú sziklaszorosa van az érchegység és a Lokva-hegység között.
Legmagasabb pont: Szárkő (2190 m) a Szárkő-hegységben.

## Történelem
1920 után a román közigazgatásban a (viszonylag későn született) azonos nevű magyar vármegyét kettévágták, Krassó megye Oravicabánya székhellyel nagyjából a középkori területén önálló lett, az új Szörény megye székhelye Lugos maradt. Krassó megyéhez került a korábban Temes vármegyei Varadia község is. Mindkét megye a tartományi átszervezéskor (1952) megszüntetésre került, és (egy része csak 1956-ban) a temesvári székhelyű Bánát tartományhoz csatolódott.
A megye ma ismert alakjában 1968-ban született újjá Resicabánya székhellyel. Ide tartoznak ma a Hunyad vármegye részét képezett Alsóbaucár, Felsőbaucár és Bukova községek, illetve a magyar impériumban Temes vármegyei Móricföld.

## Demográfia
2002-ben 333 219 lakosából 294 051 volt román, 7 914 cigány, 6 273 horvát, 6 082 szerb, 6 149 német, 5 924 magyar, 3 526 ukrán, 2 479 cseh és 340 szlovák, 27 296 fő volt egyéb nemzetiségű.
2011-ben 295 579 lakosának 82,5%-a román, 2,5%-a roma, 2,05%-a (2938 ember) magyar, 1,75%-a horvát, 1,65%-a szerb, 0,5%-a cseh nemzetiségű volt.
Krassó-Szörény megye népességének változása (a megye mai területére számítva):

## Közigazgatási beosztása
Krassó-Szörény megyében nyolc város és 69 község van. Városok: Boksánbánya, Herkulesfürdő, Karánsebes, Nándorhegy,  Oravicabánya, Resicabánya, Stájerlakanina, Újmoldova

### Legnagyobb települések
| Település      | Lakosság (fő, 2011) |  |
| Resicabánya    | 73 282              |  |
| Karánsebes     | 24 689              |  |
| Boksánbánya    | 15 842              |  |
| Újmoldova      | 12 350              |  |
| Oravicabánya   | 11 382              |  |
| Nándorhegy     | 10 510              |  |
| Stájerlakanina | 7 485               |  |
| Herkulesfürdő  | 5 008               |  |
| Mehádia        | 4 128               |  |
| Teregova       | 3 981               |  |

## Gazdaság
Itt épült meg az első vasút a mai Románia területén. Az első világháború után az UDR vette át a környék bányászatát. 1949 után államosították az itteni ipar nagy részét.